# 植毛
植毛（しょくもう）は、ドナー部位、またはドナーの毛根細胞を採取し対象箇所へ貼付縫合する事。植毛術。毛髪移植とも。

## 概要
植毛は事実上植皮の一種で毛根細胞を含む皮膚を採取して移植する。植皮と同様に生着のためには、移植片と移植床に毛細血管網の再構築が必要となるので移植床には良好な血行が要求される。移植後、1～2日目は移植床の創面より漏出した血漿により栄養・湿潤状態が保持され、数日経過後、移植片と移植床の毛細血管が直接吻合、およそ1週間後には血行が再開することで生着する。毛根細胞は患者自身あるいは一卵性双生児から採ったものでなければ拒絶反応により永久生着しない。

## 歴史
近代初の植毛成功事例は、1897年に、メナヘム・ホダラ（Menahem Hodara）が、はげていない部分の頭皮から皮膚を採取し、白せんではげた部分に移植し、定着させる事に成功したのが嚆矢とされる。1930年に笹川正夫、1936年に奥田庄二(1886-1962)、1937年に田村一が報告している。1959年にニューヨークの皮膚科医であるNorman Orentreichがパンチ式植毛法を発表した。
その後、マイクログラフト法が開発された。

## 植毛の種類
複数の種類がある。
パンチ式植毛法
毛根細胞のある皮膚から専用の器具で皮膚を採取して移植する。
マイクログラフト法
毛髪がある皮膚(ドナー)を毛髪2-3本ごとの小片(グラフト)に株分けして、対象の箇所に分散配置する。